# 劉明偀
劉明偀，又作劉明瑛、劉明锳，號省怍，山東省東昌府恩縣（今山東省平原縣）人，清朝政治人物。同進士出身。

## 生平
天啓四年（1624年）甲子科山東鄉試第四名舉人，崇禎十年（1637年），登第三甲第一百三十一名進士，工部觀政，十二年二月授中書舍人，主考廣西鄉試，十五年順天同考，掌中書科印。
明亡仕清，順治元年（1644年），任貴州道試監察御史。后改貴州道監察御史、直隸巡按御史。順治二年，督理漕運河道。順治四年，任陝西巡按御史。順治六年，任江南布政使司參議、按察使司僉事、淮徐兵備道。

## 家族
曾祖刘镐，平阳主簿，以子劉洛生（戊戌进士）封知州，又以子劉魯生（丁未进士）封开封知府；祖刘闵生，廪生；父劉家泰，廪生。